# Zona Autónoma de Capitol Hill
La Zona Autónoma de Capitol Hill (CHAZ o La Zona), también conocida como Free Capitol Hill fue una protesta de ocupación y a la vez zona autónoma autoproclamada e iniciada por activistas del movimiento Antifa y con alrededor de 300 residentes, cubriendo unas seis manzanas del barrio de Capitol Hill en Seattle, Washington. La zona fue establecida el 8 de junio de 2020 con barricadas y otros bloqueos de entrada, después de que el Recinto Este fuese abandonado por el departamento de policía de Seattle. 
El presidente de los Estados Unidos Donald Trump ironizó en Twitter al respecto de la construcción de barreras físicas para establecer la frontera de la CHAZ exponiendo que "lo primero que han hecho los anarquistas es construir un muro, como ven fui un adelantado a mi tiempo".
A los pocos días de establecido, Raz Simone, rapero y activista, tomó el control armado del lugar. Según la jefa de policía de Seattle, el tiempo de respuesta de la policía se ha triplicado y "se han producido violaciones, robos y todo tipo de actos violentos en el área y no podemos llegar a ellos". Militantes del auto-denominado antifascista, antirracista y pro-lucha obrera Puget Sound John Brown Gun Club fueron vistas con rifles en la zona. Un equipo reportero de una filial local de Fox News con sede en Seattle fue expulsado de la zona por sus ocupantes.
A mediados de junio los responsables de esta zona han modificado el nombre de este lugar a Protesta de Ocupación de Capitol Hill (CHOP por sus siglas en inglés) diciendo que ya no se trata de la creación de una comunidad independiente sino de una protesta de ocupación, además la protesta cuenta con el apoyo de las autoridades locales de Seattle empezando por la alcaldesa Jenny Durkan del Partido Demócrata de Estados Unidos.
El 20 de junio un hombre de 19 años murió por disparos dentro de la CHOP, familiares de la víctima acusan de complicidad a los manifestantes de la CHOP. El 22 de junio la alcaldesa Durkan, pese a su apoyo abierto a la CHOP, mostró preocupación por noches seguidas de tiroteos en la zona y consideró desmantelar la ocupación. El 24 de junio una colección de empresas, propietarios y residentes de Seattle demandó a la autoridad de la ciudad de Seattle por su tolerancia a la zona de protesta de ocupación diciendo que los funcionarios han sido cómplices de privarlos de sus derechos a su propiedad. El 28 de junio un reportaje de la prensa local de Seattle encontró "pequeñas señales de un éxodo inminente" del parque, y agregó que "muchos campistas parecen haber venido menos por la protesta que por la oferta de comidas regulares y un lugar para armar una tienda de campaña". En la madrugada del 29 de junio, otro tiroteo en la zona dejó un menor de 16 años muerto y otro menor de 14 años en estado crítico con heridas de bala. Al llamar a la situación "peligrosa e inaceptable", la jefa del Departamento de Policía de Seattle (SDP), Carmen Best, dijo a los periodistas: "Ya es suficiente. Necesitamos poder regresar al área".
El área fue despejada de manifestantes por la policía de Seattle el 1 de julio de 2020 después de que la alcaldesa emitió una orden ejecutiva.

## Antecedentes
Capitol Hill es un distrito en el centro de Seattle. El distrito fue previamente el centro de otras protestas masivas, como las manifestaciones contra la cumbre de la OMC en Seattle en 1999.
El 29 de mayo de 2020, comenzaron las protestas en Seattle tras el asesinato de George Floyd. Después de días de protestas en conmemoración a George Floyd y condenando la brutalidad policial fuera del Recinto Este del departamento de policía de Seattle, la alcaldesa Jenny Durkan anunció su intento de "reducir las interacciones" y limitar la presencia policial en el barrio de Capitol Hill. Seguido de una "retirada policial", la población manifestante erigió barricadas en la calle y declararon el área como la "Zona Autónoma de Capitol Hill".

## Territorio
La Zona se concentra alrededor del departamento de policía del Recinto Este. Se extiende hacia el norte hasta East Denny Way, hacia el este hasta 12th Avenue, hacia el sur hasta East Olive Street, hacia el este hasta 13th Avenue, hacia el sur hasta East Pike y al oeste hasta Broadway. La totalidad del Cal Anderson Park cae dentro de la zona. Mapas del territorio fueron subidos a OpenStreetMap y Wikipedia. Este territorio asciende aproximadamente a 0,16 kilómetros cuadrados.
La población manifestante, preocupada por otra potencial embestida con un vehículo usaron bloqueos y cercas para construir barricadas escalonadas en las intersecciones. La entrada del territorio de la Zona está marcada por un letrero en el que puede leerse "You Are Entering Free Capitol Hill" (Estás entrando en Free Capitol Hill) como guiño al Free Derry de Irlanda del Norte. Otros letreros declaran "You Are Now Leaving The USA" (Usted está ahora abandonando los Estados Unidos de América).
La Zona Autónoma de Capitol Hill intentó tener un gobierno asambleario vecinal de facto. Sus residentes han declarado su intención de crear un vecindario que deje atrás toda forma de vigilancia policial, así como una sociedad donde la policía ya no sea necesaria.
En agosto de 2020, muchos propietarios de pequeñas empresas entrevistados por The New York Times en lo que era la Zona Autónoma de Capitol Hill en Seattle culparon a las personas que identificaron como antifa por gran parte de la violencia e intimidación de sus clientes, al tiempo que distinguían a antifa de Black Lives Matter.

## Cultura e instalaciones

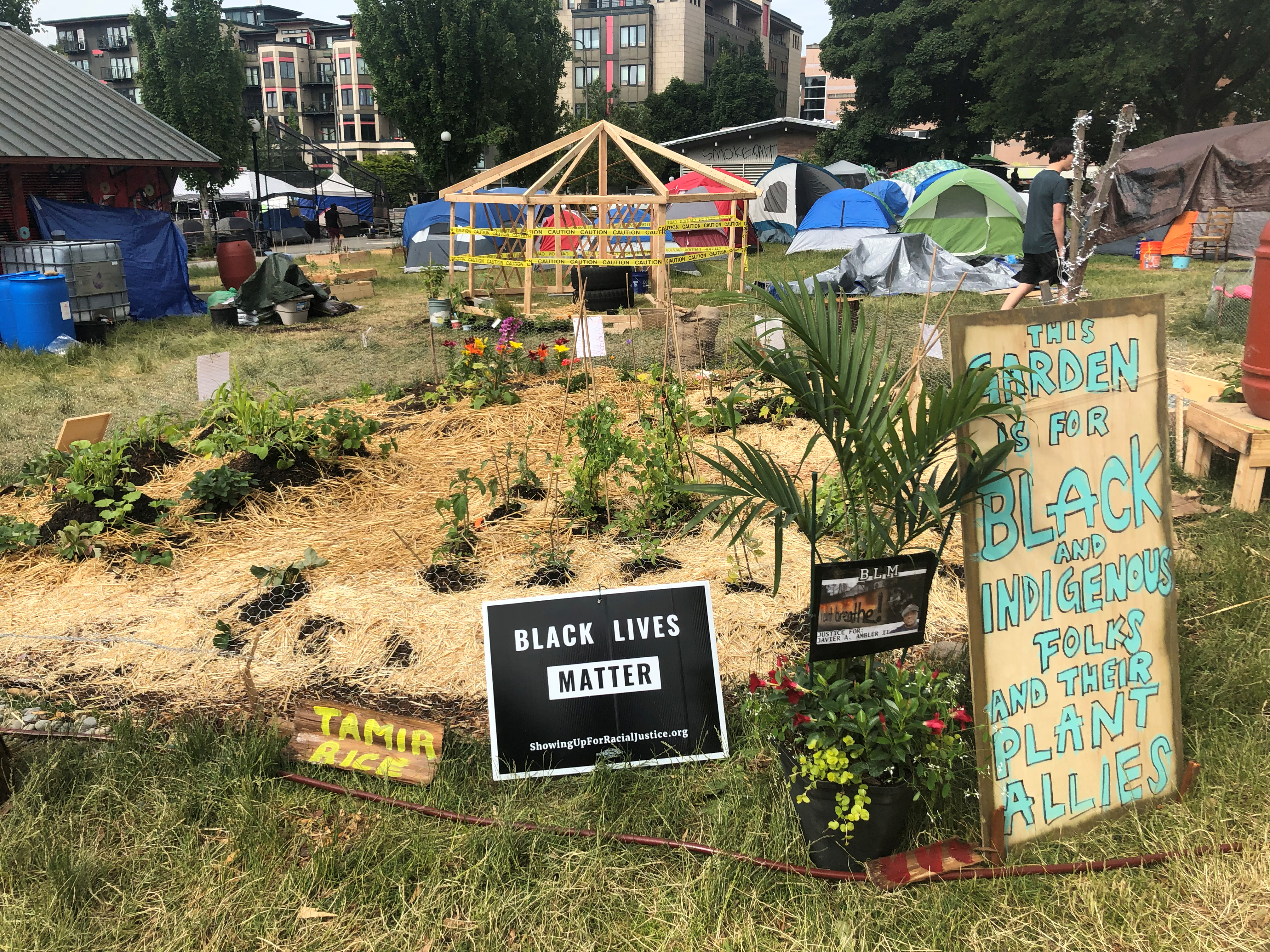
Un jardín improvisado en la parte central de Cal Anderson Park. Las palabras en el letrero decían: "Este jardín es para los negros e indígenas y sus plantas aliadas".

Se instalaron tiendas de campaña junto al antiguo recinto policial para mantener el espacio. La No Cop Co-op (Cooperativa sin policía) se estableció el 9 de junio y ofrece agua gratis, desinfectante para manos, bocadillos donados por la comunidad y kebabs. La intersección entre 12th y Pine se convirtió en un foro político dónde se alentó, a través de un micrófono, a las personas que estuvieran allí "to fuck shit up" (para joder las cosas) a que se fueran a casa. Se instaló un cine al aire libre con un sistema de sonido y un proyector, y se utilizó para mostrar películas en la calle. La primera película mostrada fue Enmienda XIII de Ava DuVernay, un documental sobre la raza y el encarcelamiento masivo. Baños portátiles fueron provistos por el Departamento de Transporte de Seattle. Se han organizado y realizado marchas por la ciudad, incluida la "invasión" del ayuntamiento de Seattle exigiendo la renuncia de Jenny Durkan.
Un gran número de ocupantes de La Zona han adoptado un paraguas rosa como emblema no-oficial. Escudos antidisturbios caseros elaborados por manifestantes fueron estampados con paraguas rosas.

## Reacciones
La alcaldesa ha anunciado que "des-escalará la situación" dentro de La Zona, mientras que la jefa de policía Carmen Best ha declarado que sus hombres considerarán diferentes acercamientos con tal de "reducir [su] huella" en el barrio de Capitol Hill. La miembro del consejo de Seattle, Kshama Sawant (política de Alternativa Socialista) habló con ocupantes de La Zona en Cal Anderson Park el día 8 de junio. Pidió que el Recinto Este fuese convertido en un centro comunitario de justicia reparadora.
El 9 de junio, el senador de Texas, Ted Cruz, dijo que La Zona estaba "poniendo en peligro la vida de la gente".